# Bi kịch ba hồi
Bi kịch ba hồi (Three Act Tragedy) là một tiểu thuyết trinh thám của nhà văn người Anh Agatha Christie được hãng Dodd, Mead and Company xuất bản lần đầu tại Hoa Kỳ năm 1934 dưới tựa đề Murder in Three Acts (Án mạng ba hồi), tác phẩm sau đó được Collins Crime Club xuất bản tại Anh vào tháng 1 năm 1935 với tên gốc Bi kịch ba hồi. Với sự có mặt của nhân vật thám tử Hercule Poirot, tiểu thuyết nói về cuộc điều tra cái chết bí ẩn của viên mục sư Babbington trong một bữa tiệc cocktail.

## Nội dung
Hồi một của tiểu thuyết nói về cái chết của viên mục sư Babbington tại bữa tiệc cocktail do Ngài Charles Cartwright, một diễn viên nổi tiếng đã nghỉ hưu, tổ chức. Bữa tiệc có sự tham gia của 13 vị khách gồm chủ yếu là người thuộc tầng lớp trên của xã hội Anh, Hercule Poirot tình cờ cũng được mời tham gia sự kiện này. Tuy có dấu hiệu cho thấy Babbington bị đầu độc nhưng người ta không thể tìm được hung thủ, động cơ hoặc phương tiện gây án.
Hồi hai của tiểu thuyết nói về cái chết của một thành viên khác trong bữa tiệc định mệnh, bác sĩ Bartholomew Strange. Bác sĩ Strange cũng chết trong một tình huống tương tự cái chết ở hồi một của Babbington tuy nhiên lần này người ta đã tìm được nguyên nhân cái chết đó là bác sĩ bị đầu độc bởi nicotine. Một điều trùng hợp nữa là bữa tiệc rượu định mệnh thứ hai cũng có sự góp mặt của hầu hết thành viên bữa tiệc thứ nhất trừ ba người Charles Cartwright, Satterthwaite và Poirot lúc đó đang nghỉ ngơi ở vùng biển miền Nam nước Pháp.
Hồi cuối của tiểu thuyết đề cập tới cuộc điều tra do Ngài Charles Cartwright tổ chức cùng cô Hermione Lytton "Egg" Gore và ông Satterthwaite, Poirot cũng được đề nghị tham gia điều tra nhưng viên thám tử chỉ nhận vai trò cố vấn. Theo kết quả bất ngờ cuối cùng của cuộc điều tra mà Poirot công bố thì hung thủ của tất cả các vụ án mạng lại chính là Charles Cartwright, người vốn có tiền sử mắc bệnh thần kinh và đã từng được bác sĩ Strange chữa trị. Theo suy luận của Poirot thì mục đích vụ giết người đầu tiên của Charles Cartwright chẳng qua chỉ là để luyện tập cho việc giết bác sĩ Strange sau này, vì vậy trừ Cartwright và Strange thì toàn bộ 11 người khách trong bữa tiệc kể cả chính Hercule Poirot đều có thể đã chết vì bị đầu độc.

## Nhận xét và chuyển thể
Tờ Times Literary Supplement số ra ngày 31 tháng 1 năm 1935 đánh giá rằng ít ai có thể đoán được chân tướng kẻ thủ ác tuy nhiên theo tờ báo này thì động cơ của hung thủ quá khác thường đã làm ảnh hưởng tới chất lượng tuyệt vời của tiểu thuyết. Isaac Anderson trên tờ The New York Times Book Review số ra ngày 7 tháng 10 năm 1934 đánh giá Bi kịch ba hồi rất xuất sắc, Edward Powys Mathers trên tờ The Observer số ra ngày 6 tháng 1 năm 1935 cùng đồng ý với nhận xét này.
Năm 1986 Bi kịch ba hồi đã được chuyển thể thành phim truyền hình với Peter Ustinov thủ vai Poirot.